# Bangana almorae
Bangana almorae är en fiskart som först beskrevs av Chaudhuri 1912.  Bangana almorae ingår i släktet Bangana och familjen karpfiskar. IUCN kategoriserar arten globalt som sårbar. Inga underarter finns listade.